# Römisch-katholische Kirche in Jordanien
Die Römisch-katholische Kirche in Jordanien ist eine der  Kirchen der christlichen Minderheit im mehrheitlich islamischen Land.
Die einzige Diözese der Melkiten des Landes ist die Erzeparchie Petra und Philadelphia und die einzige Diözese der Maroniten des Landes ist das Patriarchal-Exarchat Jordanien. Zusätzlich gibt es das Lateinische Patriarchalische Vikariat von Jordanien mit Sitz in Amman, das dem Lateinischen Patriarchat von Jerusalem untersteht und das Patriarchalisch abhängiges Gebiet Jordanien, das dem chaldäischen Patriarchat von Bagdad untersteht. Auch das syrisch-katholische Patriarchal-Exarchat Jerusalem und das armenisch-katholische Patriarchal-Exarchat Jerusalem und Amman haben Pfarreien in Jordanien.
In Jordanien leben über 50.000 Katholiken.
Es ist in Jordanien erlaubt, katholische Kirchen zu bauen. Die Bekehrung vom Islam zum Katholizismus ist allerdings verboten.
Papst Benedikt XVI. besuchte Jordanien 2009. Dabei bezeichnete er den Islam als eine „Kraft des Guten“; sein Besuch wurde überwiegend positiv aufgenommen.
Seit 1994 unterhalten der Heilige Stuhl und Jordanien volle diplomatische Beziehungen. Apostolischer Nuntius ist seit Januar 2023 Erzbischof Giovanni Pietro Dal Toso.